# Emily deRiel
Emily Ann deRiel (Boston, 16 de março de 1974) é uma ex-pentatleta estadunidense, medalhista olímpica. 

## Carreira
Emily deRiel representou seu país nos Jogos Olímpicos de 2000, na qual conquistou a medalha de prata, no pentatlo moderno, em 2000.